# Jolanta Aragońska
Jolanta Aragońska (ur. 1236/1237 w Saragossie, zm. 1301 w Roncesvalles) – królowa Kastylii i Leónu jako żona Alfonsa X.
Jolanta urodziła się w Saragossie między 1236 a 1237 rokiem jako córka króla Aragonii Jakuba I i jego drugiej żony Jolanty Węgierskiej.
W styczniu 1249 roku Jolanta poślubiła Alfonsa, syna króla Kastylii i Leónu Ferdynanda III. Para miała razem 12 dzieci:
- Ferdynanda (zm. w dzieciństwie),
- Berengarię (1253 – po 1284),
- Beatrycze (1254–1280),
- Ferdynanda (1255–1275),
- Eleonorę (1257–1275),
- Sancha IV (1258–1295), króla Kastylii,
- Konstancję (1258–1280),
- Piotra (1260–1283),
- Jana (1262–1319),
- Izabelę (zm. w dzieciństwie),
- Jolantę (1265–1296),
- Jakuba (1266–1284).

W 1275 roku zmarł Ferdynand de la Cerda, syn Jolanty będący następcą tronu. Pomimo że żyli jego dwaj synowie, młodszy syn Jolanty Sancho doprowadził do tego, że zarówno Kortezy, jak również później jego ojciec Alfons X, uznali go za dziedzica korony. W związku z tym królowa Jolanta szukała poparcia i ochrony dla swoich osieroconych wnuków u swojego brata Piotra III (od 1276 roku króla Aragonii). Po objęciu tronu Kastylii i Leónu przez Sancha, a także podczas panowania jego syna Ferdynanda IV Jolanta, popierająca prawa do tronu swojego wnuka Alfonsa de la Cerda, większość czasu przebywała na terenie Aragonii.
Jolanta zmarła w 1301 roku w Roncesvalles, po powrocie z Rzymu z obchodów roku świętego 1300.